# Дубовое (озеро)
Дубо́вое или Пого́стское — озеро в основном в Пышлицком сельском поселении Шатурского района Московской области, небольшие участки на севере и юге находятся в Рязанской области (Ненашкинское сельское поселение Клепиковского района) России. Крупнейший по площади естественный водоём Московской области.
Одно из Клепиковских озёр. Озеро является пойменным разливом реки Пры, выше по течению находится озеро Имлес, из южной части вытекают две протоки — правая впадает в Святое, левая — в озеро Шагара.

## Физико-географическая характеристика
Площадь — 12 км² (1200 га), длина — около 10 500 м, ширина — около 1600 м. Для озера характерны отлогие берега, левый берег низкий, правый — высокий. Высота над уровнем моря — 112,2 м.
Глубина — 0,8—5 м, максимальная глубина достигает 5 м. Дно песчаное, покрыто илом. Вода полупрозрачная, торфяная с коричневой окраской. Видимость до 40 см.
Среди водной растительности распространены камыш, жёсткий тростник, стрелолист, ряска, элодея, телорез, рдесты; встречаются: кубышка, кувшинка, осоки, рогоз, земноводная гречиха, канадский рис, водокрас лягушачий, водяной хвощ, реже — сабельник, частуха подорожниковая. В озере обитают щука, окунь, ёрш, вьюн, карась, плотва, налим, линь, густера, лещ, редко попадается уклея. Встречаются ондатра, бобр, водяная крыса.
Озеро используется для рыболовства и охоты на перелётных птиц. Вместе с озером Имлес образует государственный комплексный заказник «Озёра Имлес и Дубовое».